# Hlas samospráv
HLAS SAMOSPRÁV (zkratka HS) je české politické hnutí oficiálně zaregistrované 3. července 2024.

## Vedení hnutí
Od července 2024 je předsedou hnutí HS Jan Novák a místopředsedy jsou Robert Válek a Vladimír Kremlík.

## Účast ve volbách

### Volby do zastupitelstev krajů

#### Rok 2024
Ve volbách do zastupitelstev krajů v roce 2024 hnutí HS kandidovalo do Zastupitelstva Ústeckého kraje v rámci koalice „HLAS Regionů“ (tj. USZ, SD-SN, HS a SpV). Hnutí ve volbách obdrželo 3 520 hlasů (tj. 1,98 %), a nezískalo tak žádný mandát.

### Volby do Poslanecké sněmovny PČR v roce 2025
Ve volbách do PSP ČR v roce 2025 bude místopředseda hnutí Vladimír Kremlík kandidovat za hnutí Přísaha jako lídr kandidátky ve Středočeském kraji.

## Volební výsledky

### Krajská zastupitelstva
| Volby | Kraj         | Kandidátní listina                 | Hlasy  | Hlasy | Mandáty | Mandáty |
| Volby | Kraj         | Kandidátní listina                 | Celkem | %     | Mandáty | Mandáty |
| Volby | Kraj         | Kandidátní listina                 | Celkem | %     | Zvoleno | ±       |
| ----- | ------------ | ---------------------------------- | ------ | ----- | ------- | ------- |
| 2024  | Ústecký kraj | HLAS Regionů (USZ, SD-SN, HS, SpV) | 3 520  | 1,98  | 0       | –       |

## Spolek
Dne 5. března 2024 oficiálně vznikl stejnojmenný spolek, který nechal zaregistrovat hejtman Pardubického kraje Martin Netolický ze SOCDEM. Podle Netolického však hnutí HS není nijak spojeno se spolkem, který založil. Následně byl 21. července 2024 spolek přejmenován na Férově pro obce a regiony.